# 山上八郎
山上 八郎（やまがみ はちろう、1902年（明治35年）2月5日 - 1980年（昭和55年）4月15日）は、日本の軍事史学者。特に日本の甲冑についての研究で名を知られる。

## 年表
- 1902年 - 東京府東京市牛込区（現在の東京都新宿区北東部）に、松井直吉の8男として誕生する。同年11月に四谷区（現在の新宿区南東部）の耳鼻咽喉科の医師・山上兼輔の養子となる[1]。義祖父は陸軍一等軍医正の山上兼善。
- 1909年 - 高千穂小学校に入学する。この頃より養祖父の山上兼輔に影響され、日本の軍事史、とりわけ武装や甲冑の歴史に興味を抱く[2]。
- 1914年 - 明治中学校に入学する。
- 1919年 - 明治中学校を卒業し、第一高等学校を受験するも不合格となり、早稲田大学高等予科政治科に入学する[2]。以後在学中は全国各地の寺社や旧家を巡り、甲冑武具類の調査・収集に明け暮れる。
- 1920年 - 『新撰鎧色一覧』を出版する。
- 1924年 - 早稲田大学政治経済学部を卒業し、安田生命保険に入社する。
- 1928年 - 『日本甲冑の新研究』を出版する。
- 1929年 - 前年の著作により、帝国学士院桂公爵記念賞を受賞する。学士院より賞を28歳という最年少で贈られた（この記録は現在も破られていない）。
- 1933年 - 会社を退職し、研究生活に入る。
- 1962年 - 論文『日本甲冑論考』により、東洋大学より文学博士号を受ける[3]。
- 1980年 - 旅先の福岡県小倉にて、脳血栓により死去。享年78。墓所は青山霊園。

## 業績
山上が帝国学士院より受賞した研究『日本甲冑の新研究』は、上下巻を合わせて2500ページに迫る膨大なもので、その中で紹介されている日本全国の甲冑資料も、非常に豊富である。現代の甲冑研究にも強い影響を与え続けている大著である。

## 人物
「万巻の書を読み千里の道を行く」を一生の目標とし、大学時代より日本各地を旅行して甲冑を捜索した。服飾史学者の河鰭実英や城郭研究者の鳥羽正雄と親交があったが、特に鳥羽とは小学校以来の付き合いがあり、山上が東洋大学より文学博士号を取得したのも鳥羽の推薦があったためという。一方で、考古学者の末永雅雄や日本甲冑武具研究保存会会長の斉藤直芳などとは関係が悪く、風俗史学者の江馬務からは嫌われていたという。
山上に師事して甲冑の製作、復元修理を行っていた甲冑師・明珍宗恭の証言によると、癖の強い性格の持ち主で、旅先や取材先でも奇行やいたずらに及ぶことがたびたびあったという。

## 著書
- 『日本甲冑の新研究』（上・下）歴史図書社、1928年、訂正版が1942年に飯倉書店より刊行
- 『日本の甲冑 創元選書22』 創元社、1939年
- “JAPAN'S ANCIENT ARMOUR”（英文）Board of Tourist Industry, Japanese Government Railways（鉄道省国際観光局）、1940年
- 『日本精神と甲冑』 文明社、1941年
- 『兜の研究 大東名著選14・23』（上・下）大東出版社、1941 - 42年
- 『日本甲冑考 巻1』 三友社、1942年
- 『戦争と日本民族』 文明社、1942年 - 太平洋戦争後に連合国軍最高司令官総司令部（GHQ/SCAP）より「没収すべき宣伝用刊行物」に指定される[8]。
- 『甲冑 アルス文化叢書26』 アルス、1942年
- 『北条時宗 偉人叢書18』 三教書院、1942年
- 『日本甲冑100選』 秋田書店、1974年
- 『鎧と兜 カラーブックス344』 保育社、1975年